# Alyssa Ogawa
Alyssa Ogawa a Star Trek univerzum szereplője, akit Patti Yasutake testesít meg. Ogawa nővér a Star Trek: Az új nemzedék című sorozatában jelenik meg, ahol is a USS Enterprise-D-n teljesít szolgálatot, majd a Star Trek: Kapcsolatfelvétel című filmben is láthatjuk.

## Áttekintés
2367-ben csatlakozik a USS Enterprise-D orvosi gárdájához. 2370-ben dr. Beverly Crusher javaslatára előléptetik hadnaggyá, s még ebben az évben feleségül megy Andrew Powellhez. Az Enterprise-D Veridian III-on történő megsemmisülése után, szolgálatát az Enterprise-E-n folytatja, majd részt vesz a Borg elleni csatában, így a legénység többi tagjához hasonlóan Ogawa is visszautazott az időben (2063-ba).